# بشفورد دین
بشفورد دین (انگلیسی: Bashford Dean؛ ۲۸ اکتبر ۱۸۶۷ – ۶ دسامبر ۱۹۲۸) دانشمند در زمینه آبزی‌شناسی اهل ایالات متحده آمریکا و از برندگان جایزه آکادمی ملی علوم بود.

## زندگی
بشفورد  دین ۲۸ اکتبر ۱۸۶۷  در شهر نیویورک متولد شد. در سال ۱۸۸۱، در سن ۱۴ سالگی وارد دانشکده شهر نیویورک شد و در سال ۱۸۸۶ فارغ‌التحصیل شد ؛ او در دانشگاه کلمبیا در رشته جانورشناسی و دیرینه‌شناسی ثبت نام کرد و دکترای خود را در سال ۱۸۹۰ دریافت کرد. 